# 3008 Nojiri
3008 Nojiri (1938 WA) là một tiểu hành tinh vành đai chính được phát hiện ngày 17 tháng 11 năm 1938 bởi K. Reinmuth ở Heidelberg.